# 拉维埃·尼尔森
拉维埃·尼尔森（英語：Laviai Nielsen，1996年3月13日—），英国女子田径运动员，2017年世界田径锦标赛女子4×400米接力银牌得主、2022年世界田径锦标赛女子4×400米接力铜牌得主、2023年世界田径锦标赛混合4×400米接力银牌得主。